# خانه شیخ‌الاسلامی
خانه شیخ الاسلامی مربوط به دوره قاجار است و در زنجان، بین خیابان فردوسی و ضیائی، کوچه شیخ الاسلام واقع شده و این اثر در تاریخ ۲۸ دی ۱۳۷۹ با شمارهٔ ثبت ۲۹۶۹ به‌عنوان یکی از آثار ملی ایران به ثبت رسیده است.